# 兴安街道 (迁安市)
兴安街道是中华人民共和国河北省唐山市迁安市下辖的一个街道办事处。

## 行政区划
兴安街道下辖以下村级行政区划单位：
广场馨园社区、燕春社区、常青社区、兴安社区、燕阳社区、明珠社区、河畔社区、帝景社区、福盛社区、燕经社区、碧水社区、晨曦社区、燕钢社区、上东苑社区、天洋社区、大王庄社区、丰盛社区、燕山社区、石岩庄社区、民强社区、民乐社区、隆鑫社区、吉庆社区、金港社区、丰乐社区、新寨村、小王庄村、烟台吴庄村、张各庄村、东关村、杨崖村、徐崖村、三李庄村、商庄村、石新庄村、庞庄村、于家村、谢庄村、洪富庄村、毛家洼村、谌新庄村、汤新庄村、官里口村、马家岗子村、菅庄村、胡各庄村、胡南村、郭庄村、蔡庄村、尹庄村、张尹庄村、沙河子村、卢沟堡村、省庄村、前桥村、后桥村、西丁官营村、前丁官营村、后丁官营村、上屋村、余家洼村、大贾庄村、小贾庄村、小兰庄村、石牌庄村、五里岗村、张李庄村、蒋庄村、后坨村、前坨村、蒋官营村、刘家庄村、于庄村、挪河村、崔庄村、阚庄村。